# Канюк африканський
Каню́к африканський (Butastur rufipennis) — вид яструбоподібних птахів родини яструбових (Accipitridae). Мешкає в Африці на південь від Сахари.

## Опис

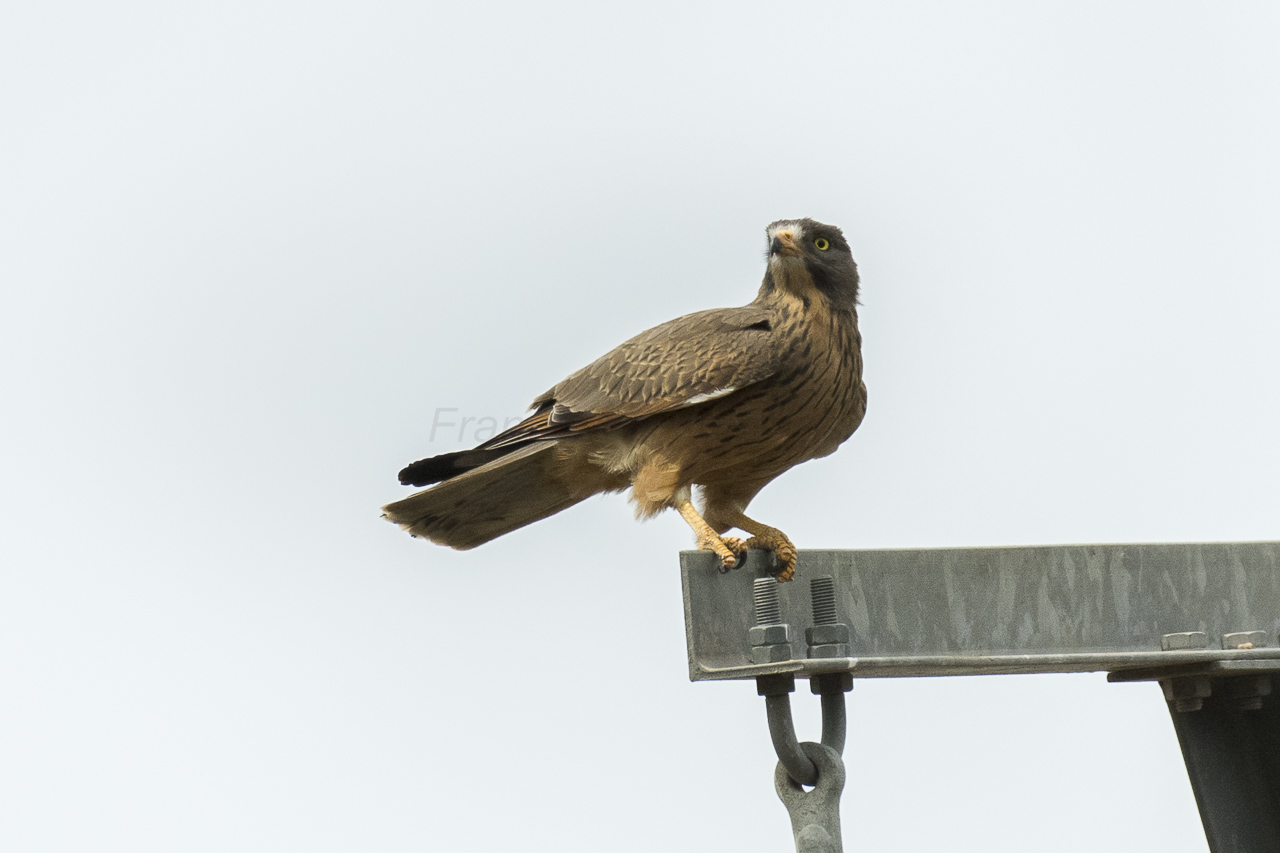
Африканський канюк (Гамбія)

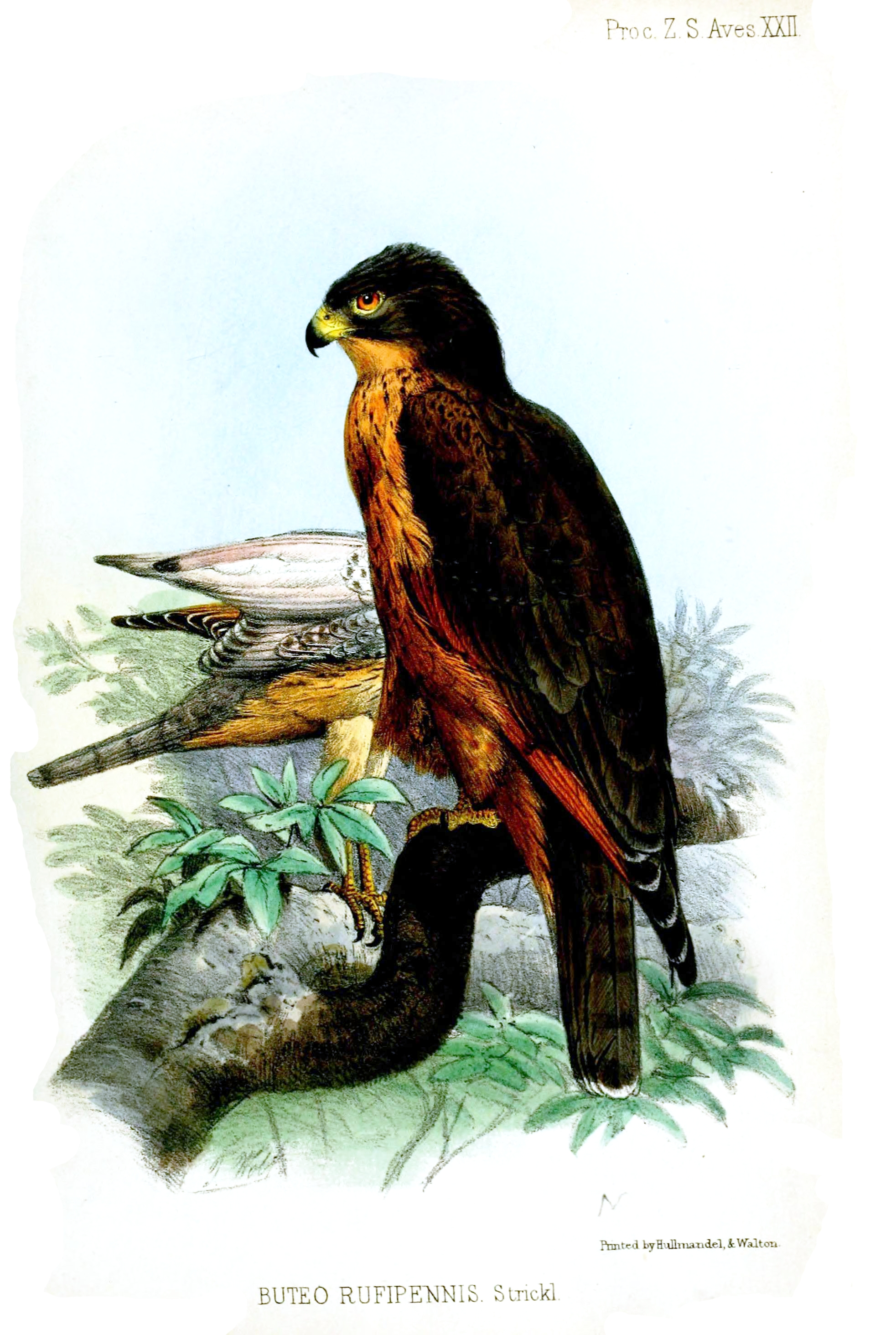
Африканський канюк

Довжина птаха становить 30-45 см, розмах крил 90-105 см, самці важать 310-340 г, самиці 300-380 г. Верхня частина тіла сірувато-коричнева, голова більш темна, пера на тілі мають темні стрижні. Після линяня пера на верхній частині спини і третьорядні покривні пера крил набувають вузькі рудуваті краї, однак вони швидко стираються. Першорядні покривні і махові пера світло-руді, що формує на крилах помітну руду пляму, також першордні махові пера мають чорні кінчики. Другорядні махові пера рудуваті, на кінці темно-коричневі, кінчики у них білі. 
Підборіддя і горло білуваті, на горлі з боків є по три чорних смуги. Нижня частина тіла руда, пера на грудях них мають вузькі темні стрижні. Пахви сірувато-коричневі, поцятковані білими або охристими плямками, нижня сторона крил біла. Очі, лапи і восковиця жовті. Дзьоб біля основи жовтий, на кінці чорний. 
Самиці є дещо більшими за самців. У молодих птахів голова яскраво-рудувато-коричнева, пера на потилиці мають темні стрижні. З частом тім'я стає однотонним зі спиною, на хвості з'являються смуги, а рудуваті краї на спині і покривних перах крил стають менш помітні.

## Поширення і екологія
Африканські канюки гніздяться на півночі Субсахарської Африки, від Сенегалу і Гамбії на схід до Ефіопії, між 9 і 15° пн. широти. Взимку, під час сухого сезону з вересня по березень, вони мігрують на південь, від Кот-д'Івуару на схід до північного сходу ДР Конго, Кенії і північної Танзанії. Африканські канюки живуть в сухих тропічних лісах, на узліссях, в рідколіссях і акацієвих саванах, трапляються в заростях на берегах річок і на місцях нещодавних лісових пожеж.
Африканські канюки живляться переважно кониками, а також жуками та іншими комахами, скорпіонами, сольпугами, дрібними птахами, гризунами, амфібіями і плазунами. Вони чатують на здобич, сидячи на сідалі і визираючи її на землі, іноді наздоганяють її в польоті. Ці птахи є доволі соціальними, в місцях, де нещодавно відбулися пожежі вони іноді формують зграї від 50 до 100 птахів.
Сезон розмноження у авриканських канюків припадає на сезон дощів і триває переважно з березня по травень. Гніздо являє собою платформу з гілочок, посередині на ній є заглибина, яка встелюється зеленим листям. Гніздо розміщується на дереві, в розвилці між гілками, на висоті до 10 м над землею. В кладці від 1 до 3 блакитнувато-білих яєць, поцяткованих темними плямами. Щільність гніздування цих птахів є доволі великою: на 1 км² може припадати до 3,3 гнізда, а відстань між ними може становити менше 100 м. Гніздові території часто перетинаються.

## Збереження
МСОП класифікує цей вид як такий, що не потребує особливих заходів зі збереження. За оцінками дослідників, популяція африканських канюків становить від 20 до 40 тисяч дорослих птахів. Це досить поширений вид в межах свого ареалу, а в деяких районах це другий за чисельністю вид хижих птахів після чорних шулік.